# São Caetano (Madalena)
São Caetano ist eine portugiesische Gemeinde (Freguesia) im Kreis (Concelho) von Madalena, auf der Azoren-Insel Pico. In der Gemeinde leben 414 Einwohner (Stand 19. April 2021).

## Geschichte
Die Gemeinde São Caetano ist die jüngste der Insel Pico, sie wurde 1880 geschaffen.
2004 wurde die auch in der Gemeinde São Caetano gepflegte Weinbaukultur der Insel Pico in das UNESCO-Welterbe aufgenommen.

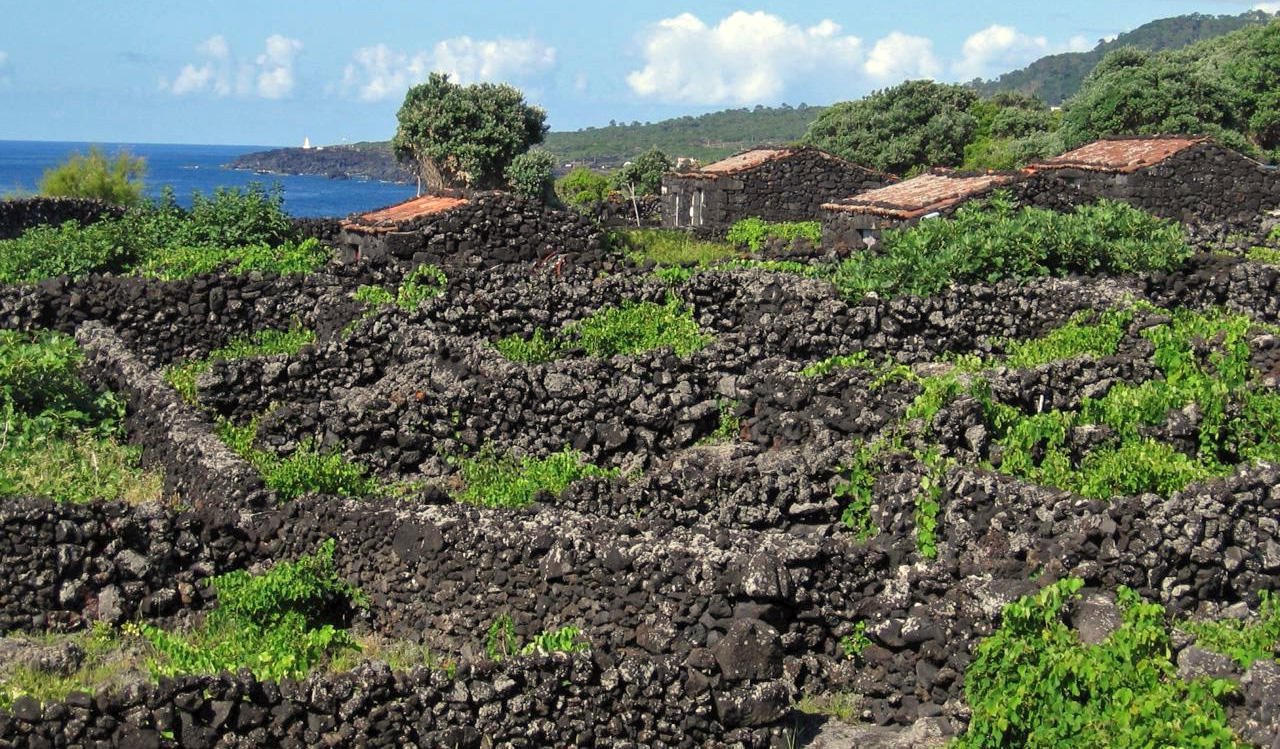
Weinbaugebiet in der Gemeinde São Caetano

## Verwaltung
São Caetano ist Sitz einer gleichnamigen Gemeinde (Freguesia). Folgende Ortschaften liegen in der Gemeinde:
- Baixas
- Cabeço
- Caminho de Cima
- Fontes
- Prainha do Galeão
- Pontinha das Formigas
- Ponta Alta
- Ponta da Faca
- Laje do Cavalo
- Queimadas
- Santa Margarida
- Terra do Pão
- Mistérios da Prainha